# Petrecerea cu taraf I
Petrecerea Cu Taraf Vol. I este un album al interpretului român Tudor Gheorghe.

## Detalii ale albumului
- Gen: Folk
- Stil: Folk Rock
- Casa de discuri: Roton
- Catalog #:
- Data lansari: 2002

## Lista pieselor
- 01 - Doina [1:52]
- 02 - Bate vant varfurile [1:21]
- 03 - Voinicul strein [3:48]
- 04 - Cine n-are nici-un dor [1:46]
- 05 - Trecui podu pe la Leasa [1:40]
- 06 - Foaie verde deditel [2:28]
- 07 - Pasare galbina-n pene [1:54]
- 08 - Marie, Marie [4:08]
- 09 - La Ciolpani [2:08]
- 10 - Geaba lele... [2:54]
- 11 - Enigma [2:18]
- 12 - Radita nenii, Radina [2:27]
- 13 - Geaba ma mai duc acasa [2:39]
- 14 - De unde vii tu, fa, lele [1:38]
- 15 - In casa muierii [3:30]
- 16 - De cand zic ma duc, ma duc... [4:52]
- 17 - Randuieli [3:38]
- 18 - Foaie verde ca bobu [3:23]
- 19 - Doina, doina [5:01]
- 20 - Cand a fost la '53 [1:43]
- 21 - Sarba de la Leresti [1:44]
- 22 - Cat oi fi pe lume viu [2:05]
- 23 - Floricica, floare albastra [4:46]
- 24 - Doina din Teleorman [2:27]
- 25 - Cate stele sunt pe cer... [3:38]
- 26 - Frica mi-e ca mor maine [2:44]
- 27 - Ce bine traiam flacau [3:38]